# Nilong fangshai toutao

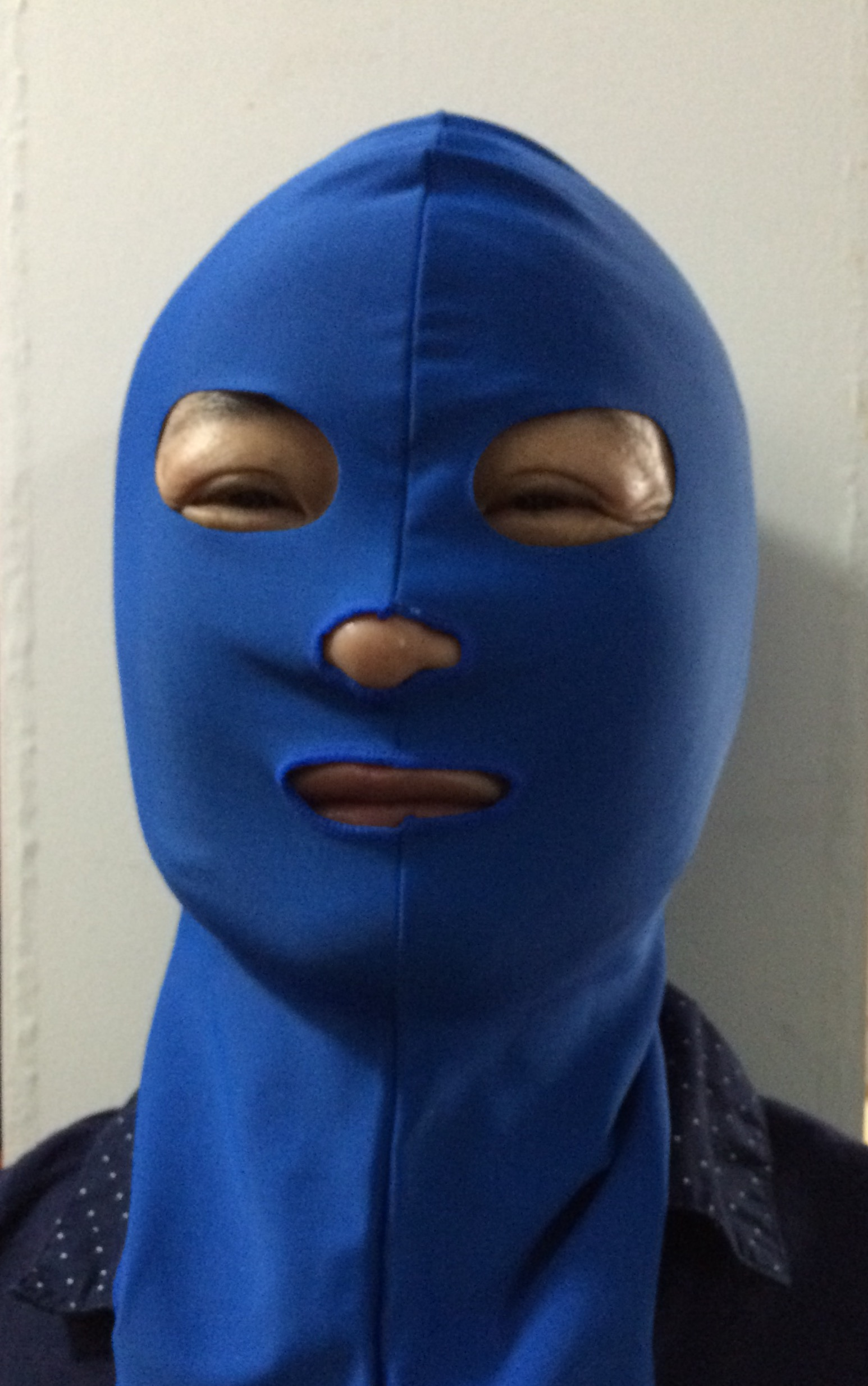
Femme portant un facekini.

Les nílóng fángshài tóutào (chinois simplifié : 尼龙防晒头套, littéralement, « masque de nylon pour se prémunir des expositions au soleil ») parfois appelés plus simplement nílóng miànzhào (尼龙面罩) ou nílóng miànjù (尼龙面具), signifiants tous deux « masque de nylon », nílóng (尼龙) étant la transcription phonétique de nylon, et surnommés facekini par certains anglophones en 2012, en référence au bikini, sont des cagoules anti-UV en nylon et lycra, dérivées de masques de sports d'hiver, à la mode depuis 2005 sur les plages de sable de la ville de Qingdao, dans la province du Shandong pour se protéger des UV du soleil et ainsi garder la peau blanche et éviter les taches sur la peau. Ils sont parfois complétés par des hauts et des bas dans le même matériau, voire des combinaisons entières, pour protéger le reste du corps.
Certaines femmes décident également de protéger la peau de leurs fillettes des rayons ultra-violets via ces masques.

## Blancheur en Extrême Orient et Asie du Sud-Est
Dans la majorité des pays d’Extrême Orient (Chine, Corée, Japon) et d'Asie du Sud-Est (Vietnam, Laos, Cambodge, Thaïlande), la blancheur de la peau est un critère de beauté pour les femmes. Le bronzage dans tous ces pays est associé aux travailleurs manuels, ouvriers ou paysans et donc perçu comme un signe extérieur de pauvreté. C'était également le cas en Occident jusqu'au milieu du XIXe siècle.
Cependant, au Japon, des marginaux, les ganguro (顔黒, littéralement visage noir) veulent se démarquer des règles strictes de la société japonaise en présentant un visage bronzé.

## Terme anglophone de facekini
Certains médias occidentaux parlent de terme chinois pour facekini, mais seuls les journaux chinois citant les articles américains ou britanniques semblent réutiliser le mot en anglais dans une citation du texte original,.